# Éric de Moulins-Beaufort
Éric Marie de Moulins d’Amieu de Beaufort (ur. 30 stycznia 1962 w Landau in der Pfalz) – francuski duchowny katolicki, arcybiskup metropolita Reims od 2018.

## Życiorys

### Prezbiterat
Święcenia kapłańskie otrzymał 29 czerwca 1991 z rąk kard. Jean-Marie Lustigera i został inkardynowany do archidiecezji paryskiej. Przez wiele lat pracował jako wykładowca na wydziale teologicznym w paryskiej Ecole Cathédrale. Był także m.in. proboszczem jednej z paryskich parafii i sekretarzem arcybiskupim.

### Episkopat
21 maja 2008 papież Benedykt XVI mianował go biskupem pomocniczym archidiecezji paryskiej, ze stolicą tytularną Cresima. Sakry biskupiej udzielił mu 5 września 2008 arcybiskup Paryża - kardynał André Vingt-Trois.
18 sierpnia 2018 papież Franciszek mianował go arcybiskupem metropolitą Reims.
W latach 2019–2025 pełnił funkcję przewodniczącego Konferencji Episkopatu Francji.